# Liste des gouverneurs de l'Iowa
Cette page dresse une liste des gouverneurs de l'État américain de l'Iowa (en anglais : Governor of Iowa).

## Liste
| No | Nom                   | Début de mandat  | Fin de mandat    | Affiliation politique | Affiliation politique |
| -- | --------------------- | ---------------- | ---------------- | --------------------- | --------------------- |
| 1  | Ansel Briggs          | 3 décembre 1846  | 4 décembre 1850  |                       | Démocrate             |
| 2  | Stephen Hempstead     | 4 décembre 1850  | 9 décembre 1854  |                       | Démocrate             |
| 3  | James W. Grimes       | 9 décembre 1854  | 13 janvier 1858  |                       | Whig                  |
| 4  | Ralph Lowe            | 13 janvier 1858  | 11 janvier 1860  |                       | Républicain           |
| 5  | Samuel J. Kirkwood    | 11 janvier 1860  | 14 janvier 1864  |                       | Républicain           |
| 6  | William M. Stone      | 14 janvier 1864  | 16 janvier 1868  |                       | Républicain           |
| 7  | Samuel Merrill        | 16 janvier 1868  | 11 janvier 1872  |                       | Républicain           |
| 8  | Cyrus Carpenter       | 11 janvier 1872  | 13 janvier 1876  |                       | Républicain           |
| 9  | Samuel J. Kirkwood    | 13 janvier 1876  | 1er février 1877 |                       | Républicain           |
| 10 | Joshua Newbold        | 1er février 1877 | 17 janvier 1878  |                       | Républicain           |
| 11 | John Gear             | 17 janvier 1878  | 12 janvier 1882  |                       | Républicain           |
| 12 | Buren Sherman         | 12 janvier 1882  | 14 janvier 1886  |                       | Républicain           |
| 13 | William Larrabee      | 14 janvier 1886  | 27 février 1890  |                       | Républicain           |
| 14 | Horace Boies          | 27 février 1890  | 11 janvier 1894  |                       | Démocrate             |
| 15 | Frank D. Jackson      | 11 janvier 1894  | 16 janvier 1896  |                       | Républicain           |
| 16 | Francis M. Drake      | 16 janvier 1896  | 13 janvier 1898  |                       | Républicain           |
| 17 | L. M. Shaw            | 13 janvier 1898  | 16 janvier 1902  |                       | Républicain           |
| 18 | Albert B. Cummins     | 16 janvier 1902  | 24 novembre 1908 |                       | Républicain           |
| 19 | Warren Garst          | 24 novembre 1908 | 14 janvier 1909  |                       | Républicain           |
| 20 | Beryl Carroll         | 14 janvier 1909  | 16 janvier 1913  |                       | Républicain           |
| 21 | George W. Clarke      | 16 janvier 1913  | 11 janvier 1917  |                       | Républicain           |
| 22 | William L. Harding    | 11 janvier 1917  | 13 janvier 1921  |                       | Républicain           |
| 23 | N. E. Kendall         | 13 janvier 1921  | 15 janvier 1925  |                       | Républicain           |
| 24 | John Hammill          | 15 janvier 1925  | 15 janvier 1931  |                       | Républicain           |
| 25 | Daniel Webster Turner | 15 janvier 1931  | 12 janvier 1933  |                       | Républicain           |
| 26 | Clyde Herring         | 12 janvier 1933  | 14 janvier 1937  |                       | Démocrate             |
| 27 | Nelson Kraschel       | 14 janvier 1937  | 12 janvier 1939  |                       | Démocrate             |
| 28 | George A. Wilson      | 12 janvier 1939  | 14 janvier 1943  |                       | Républicain           |
| 29 | Bourke Hickenlooper   | 14 janvier 1943  | 11 janvier 1945  |                       | Républicain           |
| 30 | Robert Blue           | 11 janvier 1945  | 13 janvier 1949  |                       | Républicain           |
| 31 | William Beardsley     | 13 janvier 1949  | 21 novembre 1954 |                       | Républicain           |
| 32 | Leo Elthon            | 22 novembre 1954 | 13 janvier 1955  |                       | Républicain           |
| 33 | Leo Hoegh             | 13 janvier 1955  | 17 janvier 1957  |                       | Républicain           |
| 34 | Herschel Loveless     | 17 janvier 1957  | 12 janvier 1961  |                       | Démocrate             |
| 35 | Norman Erbe           | 12 janvier 1961  | 17 janvier 1963  |                       | Républicain           |
| 36 | Harold Hughes         | 17 janvier 1963  | 1er janvier 1969 |                       | Démocrate             |
| 37 | Robert D. Fulton      | 1er janvier 1969 | 16 janvier 1969  |                       | Démocrate             |
| 38 | Robert D. Ray         | 16 janvier 1969  | 14 janvier 1983  |                       | Républicain           |
| 39 | Terry Branstad        | 14 janvier 1983  | 15 janvier 1999  |                       | Républicain           |
| 40 | Tom Vilsack           | 15 janvier 1999  | 12 janvier 2007  |                       | Démocrate             |
| 41 | Chet Culver           | 12 janvier 2007  | 14 janvier 2011  |                       | Démocrate             |
| 42 | Terry Branstad        | 14 janvier 2011  | 24 mai 2017      |                       | Républicain           |
| 43 | Kim Reynolds          | 24 mai 2017      | -                |                       | Républicain           |